# كوبفيرون
كوبفيرون هو اسم شائع لملح أمونيوم N-نتروزو-N-فينيل هيدروكسيل أمين. يستخدم هذا المركب بكثرة كاشفاً في تفاعلات تشكيل المعقدات التناسقية، وخاصة في مجال التحليل اللاعضوي النوعي.

## التحضير
حضر هذا المركب أول مرة في سنة 1909 من الكيميائي أوسكار باودش Oskar Baudisch.
يمكن أن يحضر هذا المركب انطلاقاً من فينيل هيدروكسيل أمين بوجود الأمونيا ونتريت البنتيل
؛
{\displaystyle \mathrm {C_{6}H_{5}NHOH+\ NH_{3}\ {\xrightarrow[{}]{}}\ NH_{4}[(C_{6}H_{5})NHO]} }
{\displaystyle \mathrm {NH_{4}[(C_{6}H_{5})NHO]+\ C_{5}H_{1}1ONO\ {\xrightarrow[{}]{}}\ NH_{4}[(C_{6}H_{5})N(NO)O]+C_{5}H_{1}1OH} }

## الاستخدامات
يستخدم هذا المركب في المختبرات الكيميائية من أجل تحضير المعقدات التناسقية مثلما الحال مع النحاس والحديد والزركونيوم.